# Temporada da CART World Series de 1984
A Temporada de 1984 da CART foi a sexta da história da categoria.
O campeonato consistiu em 16 corridas, começando em Long Beach, Califórnia, em 31 de março e terminando em Las Vegas, Nevada, em 10 de novembro. O campeão dos pilotos da Indy Car World Series foi Mario Andretti e o vencedor do Indianápolis 500 foi Rick Mears. Rookie of the Year foi Roberto Guerrero. O 68o Indianápolis 500 foi sancionado pela USAC, mas contou na classificação dos pontos da CART.
Ano da estréia de Emerson Fittipaldi
Emerson, quando ainda estava na Fórmula 1, chegou a realizar testes com carros da CART em circuitos ovais mas não gostou. Com o término da sua carreira na Fórmula 1 ele mudou de ideia e logo no primeiro ano em que realizou algumas corridas por essa categoria estadunidense (1984), ganhou o oval do GP de Michigan, um dos mais difíceis do circuito.
Aos 38 anos, Emerson reafirmava seu talento e assinou com a Patrick Racing para disputar regularmente o campeonato da CART de Fórmula Indy. Em 5 anos ele obteve 6 vitórias. Em 1989, após 5 vitórias, ele se tornou o primeiro brasileiro campeão da categoria. Sua mais expressiva e histórica vitória foi a mítica 500 milhas de Indianapolis, quando liderou 158 das 200 voltas. No final, um duelo de arrepiar com Al Unser Jr. A 5 voltas do final Little Unser ultrapassou facilmente Fittipaldi e faltando apenas duas voltas Fittipaldi se aproximou de Unser Jr devido a um grupo de retardatários que o haviam segurado. Na curva 3 do circuito de Indianápolis o brasileiro colocou seu carro por dentro e os carros se tocaram a mais de 350 km/h, Unser Jr rodou e bateu seu carro no muro, Fittipaldi conseguiu corrigir o carro e venceu a prova sob bandeira amarela. Mesmo com o acidente Al Unser Jr. terminou em segundo lugar, pois o piloto brasileiro Raul Boesel - que chegou em terceiro - era retardatário e estava seis voltas atrás. Após a corrida foi constatado que em sua última parada para reabastecimento, ninguém na equipe Patrick se lembrou de que havia poucas voltas para o fim e colocaram muito mais combustível do que o necessário para o final da corrida; desta maneira com o carro mais pesado Fittipaldi não conseguiu segurar a ultrapassagem de Unser Jr a poucas voltas do fim.
Roger Penske levou Emerson para seu time, a Penske, em 1990.  Emerson continuou entre os melhores da categoria e em 1993 ganhou a sua segunda 500 Milhas de Indianapolis superando o campeão da Fórmula 1 de 1992, Nigel Mansell. Emerson comemorou tomando suco de laranja em lugar do tradicional copo de leite, como forma de promover o produto de suas fazendas. Emerson encerrou sua participação na categoria em 1996, depois de um grave acidente no Michigan International Speedway.
Em sua carreira na Fórmula Indy, obteve 22 vitórias e 17 pole positions.

## Pilotos e construtores
The following teams and drivers competed for the 1984 PPG Indy Car World Series. Number in parenthesis ( ) is the number used at Indianapolis only.
| Equipes                  | Chassis                                | Motores                                     | #       | Pilotos                 | Corridas                  |
| ------------------------ | -------------------------------------- | ------------------------------------------- | ------- | ----------------------- | ------------------------- |
| Team Penske              | Penske (1-2) March (3-16)              | Cosworth                                    | 1 (2)   | Al Unser                | All                       |
| Team Penske              | Penske (1-2) March (3-16)              | Cosworth                                    | 6       | Rick Mears              | 1-11                      |
| Team Penske              | Penske (1-2) March (3-16)              | Cosworth                                    | 6       | Johnny Rutherford       | 12-14                     |
| Team Penske              | Penske (1-2) March (3-16)              | Cosworth                                    | 6       | Mike Thackwell          | 15-16                     |
| Newman/Haas Racing       | Lola                                   | Cosworth                                    | 3       | Mario Andretti          | All                       |
| Mayer Racing             | March                                  | Cosworth                                    | 4(1)    | Tom Sneva               | All                       |
| Mayer Racing             | March                                  | Cosworth                                    | 41      | Howdy Holmes            | All                       |
| Gilmore Racing           | March                                  | Cosworth                                    | 4       | George Snider           | 3                         |
| Gilmore Racing           | March                                  | Cosworth                                    | 14      | A. J. Foyt              | 3, 6, 8, 10, 13-14, 16    |
| Gilmore Racing           | March                                  | Cosworth                                    | 84      | Johnny Rutherford       | 3, 8, 10                  |
| Truesports               | March                                  | Cosworth                                    | 5       | Bobby Rahal             | All                       |
| Galles Racing            | March                                  | Cosworth                                    | 7       | Al Unser Jr.            | All                       |
| Galles Racing            | March                                  | Cosworth                                    | 77      | Tom Gloy                | 3, 6-7                    |
| Galles Racing            | March                                  | Cosworth                                    | 77      | Pancho Carter           | 8, 10, 16                 |
| VDS Racing               | Penske                                 | Cosworth                                    | 8(12)   | John Paul Jr.           | 1-3                       |
| VDS Racing               | VDS                                    | Cosworth                                    | 38      | Chet Fillip             | 3, 8, 10-11, 13           |
| Bignotti-Cotter Racing   | March                                  | Cosworth                                    | 9       | Roberto Guerrero        | All                       |
| American Dream Racing    | March                                  | Cosworth                                    | 10      | Pancho Carter           | 3                         |
| American Dream Racing    | March                                  | Cosworth                                    | 69      | Phil Caliva             | 1, 3                      |
| American Dream Racing    | March                                  | Cosworth                                    | 70      | Roger Mears             | 1-2                       |
| Arciero Racing           | Penske (1-4) March (5-15) Arciero (16) | Cosworth                                    | 11      | Pete Halsmer            | All except 7-9            |
| Alsup Racing             | Longhorn                               | Chevrolet                                   | 15      | Bill Tempero            | 1                         |
| Alsup Racing             | March (1-3) Argo (7-8, 10, 12)         | Cosworth                                    | 27      | Bill Alsup              | 1-3, 7-8, 10, 12          |
| Provimi Veal Racing      | March                                  | Cosworth                                    | 16      | Tony Bettenhausen, Jr.  | 1-3, 8, 10                |
| Provimi Veal Racing      | March                                  | Cosworth                                    | 16      | Arie Luyendyk           | 9                         |
| Provimi Veal Racing      | March                                  | Cosworth                                    | 16      | Derek Daly              | 11-12                     |
| Provimi Veal Racing      | March                                  | Cosworth                                    | 17(61)  | Derek Daly              | 1-10, 13                  |
| Provimi Veal Racing      | March                                  | Cosworth                                    | 17(61)  | John Paul Jr.           | 14-16                     |
| Kraco Racing             | March                                  | Cosworth                                    | 18      | Geoff Brabham           | All                       |
| Kraco Racing             | March                                  | Cosworth                                    | 99      | Michael Andretti        | All                       |
| Patrick Racing           | March                                  | Cosworth                                    | 20      | Gordon Johncock         | All except 15             |
| Patrick Racing           | March (3, 5-16) Wildcat (1-2, 4)       | Cosworth                                    | 40      | Chip Ganassi            | 1-8                       |
| Patrick Racing           | March (3, 5-16) Wildcat (1-2, 4)       | Cosworth                                    | 40      | John Paul Jr.           | 9                         |
| Patrick Racing           | March (3, 5-16) Wildcat (1-2, 4)       | Cosworth                                    | 40      | Pancho Carter           | 14                        |
| Patrick Racing           | March (3, 5-16) Wildcat (1-2, 4)       | Cosworth                                    | 40      | Bruno Giacomelli        | 15                        |
| Patrick Racing           | March (3, 5-16) Wildcat (1-2, 4)       | Cosworth                                    | 40      | Emerson Fittipaldi      | 11-13, 16                 |
| Morales Racing           | March                                  | Cosworth                                    | 21      | Al Holbert              | All                       |
| Morales Racing           | March                                  | Cosworth                                    | 71      | Rich Vogler             | 3                         |
| Dick Simon Racing        | March                                  | Cosworth                                    | 22      | Dick Simon              | All                       |
| Dick Simon Racing        | March                                  | Cosworth                                    | 23      | Bill Puterbaugh         | 3                         |
| Dick Simon Racing        | March                                  | Cosworth                                    | 23      | Mike Nish               | 14, 16                    |
| Leader Card Racing       | March                                  | Cosworth                                    | 24      | Stan Fox                | All except 1-2, 7, and 16 |
| Leader Card Racing       | March                                  | Cosworth                                    | 24      | Gary Bettenhausen       | 7                         |
| Interscope Racing        | March                                  | Cosworth                                    | 25      | Danny Ongais            | All except 9 and 11       |
| Menard Racing            | March                                  | Cosworth                                    | 28      | Herm Johnson            | 3-4                       |
| Doug Shierson Racing     | DSR-1 (1-2, 4) Lola (3, 5-16)          | Cosworth                                    | 30      | Danny Sullivan          | All                       |
| Doug Shierson Racing     | DSR-1                                  | Cosworth                                    | 80      | Willy T. Ribbs          | 3                         |
| Hess Racing              | Eagle (1-6, 8-11, 15) March (7)        | Cosworth                                    | 31 (51) | Dick Ferguson           | 1-11, 15                  |
| Forsythe Racing          | March                                  | Cosworth                                    | 33      | Teo Fabi                | 1-7                       |
| Forsythe Racing          | March                                  | Cosworth                                    | 33      | Kevin Cogan             | 8-10                      |
| Forsythe Racing          | March                                  | Cosworth                                    | 33      | Corrado Fabi            | 11-14, 16                 |
| Forsythe Racing          | March                                  | Cosworth                                    | 33      | Kenneth Acheson         | 15                        |
| Wysard Racing            | March                                  | Cosworth                                    | 34      | Desiré Wilson           | 1                         |
| Wysard Racing            | March                                  | Cosworth                                    | 34      | Johnny Parsons          | 3                         |
| Wysard Racing            | March                                  | Cosworth                                    | 34      | Randy Lewis             | 15-16                     |
| Wysard Racing            | March                                  | Cosworth                                    | 54      | Price Cobb              | 3                         |
| Brayton Racing           | March                                  | Buick                                       | 35      | Patrick Bedard          | 3                         |
| Brayton Racing           | March                                  | Buick (3-5, 9) Cosworth (6-8, 10-16)        | 37      | Scott Brayton           | 3-16                      |
| Pace Racing              | March                                  | Cosworth                                    | 36      | Chuck Ciprich           | 2-3                       |
| Pace Racing              | March                                  | Cosworth                                    | 36      | Gary Bettenhausen       | 13-14                     |
| Pace Racing              | March                                  | Cosworth                                    | 36      | Herm Johnson            | 11                        |
| Pace Racing              | March                                  | Cosworth                                    | 36      | Dennis Firestone        | 8-9, 12, 15-16            |
| Pace Racing              | March                                  | Cosworth                                    | 36      | Graham McRae            | 6-7                       |
| Theodore Racing          | Theodore                               | Cosworth                                    | 44(52)  | Bruno Giacomelli        | 1-3                       |
| Theodore Racing          | Theodore                               | Cosworth                                    | 49      | Jorge Koechlin          | 3                         |
| AMI Racing               | March                                  | Cosworth                                    | 44      | Greg Leffler            | 3                         |
| Dale Coyne Racing        | Eagle                                  | Chevrolet                                   | 45      | Jim McElreath           | 2                         |
| Dale Coyne Racing        | Eagle                                  | Chevrolet                                   | 45      | Tom Bigelow             | 4                         |
| Dale Coyne Racing        | Eagle                                  | Chevrolet                                   | 45      | Dale Coyne              | 5-9, 11, 14-15            |
| GTS Racing               | March                                  | Cosworth                                    | 47      | Emerson Fittipaldi      | 1-3                       |
| GTS Racing               | March                                  | Cosworth                                    | 47      | Jose Romero             | 5                         |
| GTS Racing               | March                                  | Cosworth                                    | 47      | Kenneth Acheson         | 6                         |
| GTS Racing               | March                                  | Cosworth                                    | 86      | Al Loquasto             | 3                         |
| Purcell Racing           | March                                  | Cosworth                                    | 50      | Dennis Firestone        | 3                         |
| Machinists Union Racing  | Penske (1-2) March (3-16)              | Cosworth                                    | 55      | Josele Garza            | All                       |
| Machinists Union Racing  | Penske                                 | Cosworth                                    | 76      | Roger Mears             | 3                         |
| Gohr Racing              | Eagle (1, 3) March (All others)        | Chevrolet                                   | 56      | Steve Chassey           | All except 5, 12, and 14  |
| Indy Auto Racing         | March                                  | Cosworth                                    | 57      | Spike Gehlhausen        | 3, 7-8                    |
| Indy Auto Racing         | March                                  | Cosworth                                    | 57      | Brad Murphey            | 11                        |
| Ellme Racing             | March                                  | Cosworth                                    | 58(85)  | Phil Krueger            | 3, 8                      |
| Ellme Racing             | March                                  | Cosworth                                    | 58(85)  | Steve Hostetler         | 5-7, 11, 15-1             |
| McCray Racing            | Penske                                 | Cosworth                                    | 59      | Johnny Parsons          | 1-2                       |
| McCray Racing            | Penske                                 | Cosworth                                    | 59      | Jerry Karl              | 3, 10                     |
| McCray Racing            | Penske                                 | Cosworth                                    | 59      | Randy Lewis             | 6-7, 9                    |
| McCray Racing            | Penske                                 | Cosworth                                    | 59      | Peter Kuhn              | 11-13, 15                 |
| Renaissance Racing       | Wildcat (3) March (13)                 | Cosworth                                    | 62      | Jerry Karl              | 3, 13                     |
| Renaissance Racing       | Wildcat                                | Cosworth                                    | 63      | Jim Hillyer             | 3                         |
| Jet Engineering          | March                                  | Cosworth (10) Chevrolet (All except 10)     | 64      | Ed Pimm                 | 1-8                       |
| Jet Engineering          | March                                  | Cosworth (10) Chevrolet (All except 10)     | 64      | Bill Tempero            | 9                         |
| Jet Engineering          | March                                  | Cosworth (10) Chevrolet (All except 10)     | 64      | Herm Johnson            | 12                        |
| Jet Engineering          | March                                  | Cosworth (10) Chevrolet (All except 10)     | 64      | John Morton             | 10-11, 13-16              |
| Jet Engineering          | Eagle                                  | Chevrolet                                   | 85      | John Morton             | 1                         |
| Timberwood Racing        | March                                  | Cosworth                                    | 66      | Jerry Sneva             | 3                         |
| Primus Racing            | March                                  | Cosworth                                    | 72      | Chris Kneifel           | 1-7, 9                    |
| Primus Racing            | March                                  | Cosworth                                    | 72      | John Paul Jr.           | 8, 10                     |
| Baer Concrete            | March                                  | Cosworth                                    | 75      | Tom Bigelow             | 3                         |
| Canadian Tire Racing     | March                                  | Cosworth                                    | 76      | Jacques Villeneuve, Sr. | 1-2, 5-8, 12, 14-16       |
| Canadian Tire Racing     | March                                  | Cosworth                                    | 76      | Ludwig Heimrath Jr.     | 9                         |
| Ed Wachs Motor Sports    | Theodore                               | Cosworth                                    | 78      | Jim Crawford            | 1, 3, 6                   |
| Rattlesnake Racing       | Rattlesnake                            | Cosworth                                    | 81      | Larry Cannon            | 3                         |
| HR Racing                | March                                  | Cosworth                                    | 82      | Gary Bettenhausen       | 3-5, 8-10                 |
| HR Racing                | March                                  | Cosworth                                    | 82      | Jim Crawford            | 15                        |
| HR Racing                | March                                  | Cosworth                                    | 82      | Emerson Fittipaldi      | 6-7                       |
| HR Racing                | March                                  | Cosworth                                    | 82      | Steve Chassey           | 14                        |
| Center Line Racing       | Eagle                                  | Chevrolet                                   | 87      | Steve Krisiloff         | 3                         |
| Curb-All American Racers | Eagle                                  | Pontiac (All other races) Chevrolet (8, 14) | 88      | Michael Chandler        | 1, 3                      |
| Curb-All American Racers | Eagle                                  | Pontiac (All other races) Chevrolet (8, 14) | 98      | Kevin Cogan             | 3-7                       |
| Curb-All American Racers | Eagle                                  | Pontiac (All other races) Chevrolet (8, 14) | 98      | Ed Pimm                 | 9-16                      |
| Curb-All American Racers | Eagle                                  | Pontiac (All other races) Chevrolet (8, 14) | 98      | Pete Halsmer            | 8                         |
| Curb-All American Racers | Eagle                                  | Pontiac (All other races) Chevrolet (8, 14) | 98      | Michael Chandler        | 2                         |
| Hall Properties          | Lola                                   | Cosworth                                    | 92      | Kenneth Acheson         | 3                         |
| Grant King Racing        | March                                  | Cosworth                                    | 97      | Joe Saldana             | 3                         |

### Resultado das corridas
| #  | Grande Prêmio                   | Pole Position      | Piloto vencedor | Equipe vencedora     | Duração | Relatório |
| -- | ------------------------------- | ------------------ | --------------- | -------------------- | ------- | --------- |
| 1  | Toyota Grand Prix of Long Beach | Mario Andretti     | Mario Andretti  | Newman/Haas Racing   | 2:15:23 | Report    |
| 2  | Dana Jimmy Bryan 150            | Tom Sneva          | Tom Sneva       | Mayer Racing         | 1:14:39 | Report    |
| 3  | Indianapolis 500                | Tom Sneva          | Rick Mears      | Team Penske          | 3:03:21 | Report    |
| 4  | Dana Rex Mays Classic           | Rick Mears         | Tom Sneva       | Mayer Racing         | 1:41:41 | Report    |
| 5  | Stroh's/G.I. Joe's 200          | Mario Andretti     | Al Unser, Jr.   | Galles Racing        | 1:53:17 | Report    |
| 6  | Meadowlands Grand Prix          | Mario Andretti     | Mario Andretti  | Newman/Haas Racing   | 2:04:59 | Report    |
| 7  | Budweiser Cleveland Grand Prix  | Mario Andretti     | Danny Sullivan  | Doug Shierson Racing | 1:50:17 | Report    |
| 8  | Michigan 500                    | Mario Andretti     | Mario Andretti  | Newman/Haas Racing   | 3:44:45 | Report    |
| 9  | Provimi Veal 200                | Mario Andretti     | Mario Andretti  | Newman/Haas Racing   | 1:43:08 | Report    |
| 10 | Domino's Pizza 500              | Rick Mears         | Danny Sullivan  | Doug Shierson Racing | 3:38:29 | Report    |
| 11 | Escort Radar Warning 200        | Mario Andretti     | Mario Andretti  | Newman/Haas Racing   | 1:59:50 | Report    |
| 12 | Molson Indy                     | Bobby Rahal        | Danny Sullivan  | Doug Shierson Racing | 1:39:49 | Report    |
| 13 | Detroit News Grand Prix         | Johnny Rutherford  | Mario Andretti  | Newman/Haas Racing   | 1:11:12 | Report    |
| 14 | Stroh's 150/Bobby Ball Memorial | Jacques Villeneuve | Bobby Rahal     | Truesports           | 1:31:47 | Report    |
| 15 | Quinn's Cooler 300K             | Mario Andretti     | Bobby Rahal     | Truesports           | 1:35:47 | Report    |
| 16 | Caesars Palace Grand Prix       | Danny Sullivan     | Tom Sneva       | Mayer Racing         | 2:08:13 | Report    |

## Classificação
| #   | Piloto                   | LBH | PHX1 | INDY | MIL | POR | MEA | CLE | MIC1 | ROA | POC | MDO | SAN | MIC2 | PHX2 | LAG | CPL | Pts |
| --- | ------------------------ | --- | ---- | ---- | --- | --- | --- | --- | ---- | --- | --- | --- | --- | ---- | ---- | --- | --- | --- |
| 1   | Mario Andretti           | 1*  | 20   | 17   | 8   | 26  | 1*  | 21  | 1    | 1*  | 19  | 1*  | 7   | 1    | 12   | 2   | 2   | 176 |
| 2   | Tom Sneva                | 3   | 1*   | 16   | 1*  | 5   | 6   | 19  | 2*   | 20  | 4   | 7   | 20  | 2    | 4    | 10  | 1*  | 163 |
| 3   | Bobby Rahal              | 14  | 7    | 7    | 14  | 14  | 11  | 14* | Ret  | 2   | 3   | 2   | 2*  | 5    | 1*   | 1*  | 7   | 137 |
| 4   | Danny Sullivan           | 24  | 6    | 29   | 16  | 23  | 2   | 1   | 10   | 19  | 1   | 3   | 1   | 9    | 20   | 9   | 18  | 110 |
| 4   | Rick Mears               | 21  | 18   | 1*   | 2   | 10  | 10  | 4   | 3    | 4   | 2   | 5*  | DNQ |      |      |     |     | 110 |
| 6   | Al Unser Jr.             | 17  | 25   | 21   | 3   | 1*  | 4   | 24  | 26   | 13  | 21  | 19  | 6   | 6    | 2    | 4   | 4   | 103 |
| 7   | Michael Andretti         | 10  | 3    | 5    | 4   | 12  | 13  | 3   | 20   | 16  | 23  | 16  | 3   | 7    | 3    | 3   | 24  | 102 |
| 8   | Geoff Brabham            | 2   | 16   | 33   | 17  | 2   | 3   | 8   | 9    | 5   | 14  | 21  | 15  | 11   | 16   | 5   | 5   | 87  |
| 9   | Al Unser                 | 22  | 21   | 3    | 5   | 27  | 8   | 10  | 30   | 3   | 8   | 8   | 13  | 4    | 17   | 6   | 14  | 76  |
| 10  | Danny Ongais             | DNQ | 5    | 9    | 10  | 11  | 18  | 28  | 24   |     | 5   |     | 23  | 3    | 5    | 21  | 17  | 53  |
| 11  | Roberto Guerrero RY      | 26  | 24   | 2    | 21  | 19  | 25  | 5   | 5    | 11  | 31  | 15  | 25  | 23   | 24   | 7   | 6   | 52  |
| 12  | Howdy Holmes             | 13  | 2    | 13   | 7   | 17  | 17  | 12  | 21   | 14  | 9   | 6   | 9   | 8    | 19   | 20  | 16  | 44  |
| 13  | Josele Garza             | 23  | DNQ  | 10   | DNS | 7   | 23  | 17  | 11   | 7   | 25  | 11  | 4   | 10   | 8    | 13  | 10  | 42  |
| 14  | Gordon Johncock          | 11  | 10   | 5    | 6   | 9   | 12  | 18  | 4    | 9   | 11  | 10  | 17  | DNQ  | 13   |     | DNS | 39  |
| 15  | Emerson Fittipaldi R     | 5   | 12   | 32   |     |     | 7   | 20  |      |     |     | 4   | 18  | 12   |      |     | 13  | 30  |
| 15  | Jacques Villeneuve R     | 6   | 13   | DNS  |     | 6   | 15  | 9   |      |     |     |     | 8   |      | 9    | 24  | 15  | 30  |
| 17  | John Paul Jr.            | 20  | DNQ  | DNQ  |     |     |     |     |      | 6   | 17  | 9   |     | 22   |      | 11  | 3   | 28  |
| 17  | Al Holbert R             | 15  | 23   | 4    | 20  | 24  | 5   | 7   | 19   | 22  | 29  | 17  |     | 13   | 22   | 22  |     | 28  |
| 19  | Derek Daly               | 7   | 15   | 27   |     | 4   | 19  | 6   | 17   | 18  |     | 18  | 21  | 21   |      |     |     | 26  |
| 20  | Chip Ganassi             | 25  | 11   | 28   | 11  | 15  | 9   | 2   | 27   |     |     |     |     |      |      |     |     | 24  |
| 21  | Pancho Carter            |     |      | 19   |     |     |     |     | 6    |     | 7   |     |     |      | 7    |     | 11  | 22  |
| 22  | Johnny Rutherford        |     |      | 22   |     |     |     |     | 7    |     | 28  |     | 5   | 14*  | 11   |     |     | 20  |
| 23  | Scott Brayton            |     |      | 18   | 22  | 25  | 14  | 11  | 13   | 12  | 6   | 12  | 11  | DNQ  | 23   | 15  | 8   | 19  |
| 24  | Kevin Cogan              | 28  | 8    | 20   | 9   | 18  | 20  | 22  | 8    | 10  | DNQ |     |     |      |      |     |     | 17  |
| 25  | Teo Fabi                 | 18  | 19   | 24   | 12  | 3   | 27  | 13  |      |     |     |     |     |      |      |     |     | 15  |
| 25  | Dick Simon               | 19  | 4    | 23   | 13  | 20  | 24  | DNQ | 12   | 15  | 12  | 24  | 12  | 15   | 21   | 14  | DNQ | 15  |
| 27  | Jim Crawford R           | 4   |      | DNQ  |     |     | 21  |     |      |     |     |     |     |      |      | 23  |     | 12  |
| 28  | Corrado Fabi R           |     |      |      |     |     |     |     |      |     |     | 25  | 10  |      | 6    |     | 25  | 11  |
| 29  | Chris Kneifel            | DNQ | 9    | 15   | 23  | 8   | DNQ | 15  | DNS  | 25  |     |     |     |      |      |     |     | 9   |
| 29  | Pete Halsmer             | 8   | 14   | DNQ  | DNQ | 22  | 26  |     | 14   |     | 18  | 13  | 24  | 18   | 18   | 26  | 9   | 9   |
| 31  | A. J. Foyt               |     |      | 6    |     |     | DNQ |     | 22   |     | 27  |     |     | DNS  | 14   |     | 22  | 8   |
| 32  | Herm Johnson             |     |      | 8    | 18  |     |     |     |      |     |     | 23  | DNQ |      |      |     |     | 5   |
| 32  | Bruno Giacomelli R       | 27  | DNQ  | DNQ  |     |     |     |     |      |     |     |     |     |      |      | 8   |     | 5   |
| 32  | Arie Luyendyk R          |     |      |      |     |     |     |     |      | 8   |     |     |     |      |      |     |     | 5   |
| 32  | John Morton R            | 9   |      |      |     |     |     |     |      |     | 20  | 26  |     | DNQ  | DNQ  | 17  | 12  | 5   |
| 32  | Ed Pimm R                | 12  | DNQ  | DNQ  | 19  | 16  | 22  | DNQ | 33   | 26  | 13  | 22  | 22  | 19   | 10   | 12  | 19  | 5   |
| 37  | Gary Bettenhausen        |     |      | DNQ  | 15  | 13  |     | DNQ | 23   | DNQ | 10  |     |     | DNQ  | DNQ  |     |     | 3   |
| 38  | George Snider            |     |      | 11   |     |     |     |     |      |     |     |     |     |      |      |     |     | 2   |
| 39  | Dennis Firestone         |     |      | 12   |     |     |     |     | DNQ  | 17  | 26  |     | 16  |      |      | DNS | 21  | 1   |
| 40  | Mike Chandler            | 16  | DNQ  | DNQ  |     |     |     |     |      |     |     |     |     |      |      |     |     | 0   |
| 40  | Johnny Parsons           | DNQ | 17   | DNQ  |     |     |     |     |      |     |     |     |     |      |      |     |     | 0   |
| 40  | Roger Mears              | DNQ | 26   | DNQ  |     |     |     |     |      |     |     |     |     |      |      |     |     | 0   |
| 40  | Tony Bettenhausen, Jr. R | DNQ | 22   | 26   |     |     |     |     | 15   |     | 16  |     |     |      |      |     |     | 0   |
| 40  | Tom Gloy                 |     |      | 17   |     |     | 16  | 23  |      |     |     |     |     |      |      |     |     | 0   |
| 40  | Patrick Bedard           |     |      | 30   |     |     |     |     |      |     |     |     |     |      |      |     |     | 0   |
| 40  | Stan Fox                 |     |      | DNQ  | 24  | 27  | DNQ |     | 27   | DNQ | 25  | DNQ | 22  | DNQ  | DNQ  | DNQ |     | 0   |
| 40  | José Romero              |     |      |      |     | 28  |     |     |      |     |     |     |     |      |      |     |     | 0   |
| 40  | Kenneth Acheson          |     |      | DNQ  |     |     | 28  |     |      | DNQ |     |     |     |      |      | DNQ |     | 0   |
| 40  | Dick Ferguson            | DNQ | DNQ  | DNQ  | DNQ |     | DNQ | 27  | DNQ  | 21  | 33  | 27  |     |      |      | 27  |     | 0   |
| 40  | Graham McRae             |     |      |      |     |     | DNQ | 25  |      |     |     |     |     |      |      |     |     | 0   |
| 40  | Randy Lewis              |     |      |      |     |     | DNQ | 26  |      | DNQ |     |     |     |      |      | 19  | 23  | 0   |
| 40  | Steve Chassey            | DNQ | DNQ  | DNQ  | DNQ |     | DNQ | 16  | 32   | 24  | 22  | 28  |     | 20   | DNQ  | 16  | DNQ | 0   |
| 40  | Bill Alsup               | DNQ | DNQ  | DNQ  |     |     |     | DNQ | 16   |     | 24  |     | 14  |      |      |     |     | 0   |
| 40  | Spike Gehlhausen         |     |      | 31   |     |     |     | DNQ | 25   |     |     |     |     |      |      |     |     | 0   |
| 40  | Phil Krueger             |     |      | DNQ  |     |     |     |     | 29   |     |     |     |     |      |      |     |     | 0   |
| 40  | Chet Fillip              |     |      | DNQ  |     |     |     |     | 31   |     | 15  | DNQ |     | 17   |      |     |     | 0   |
| 40  | Ludwig Heimrath R        |     |      |      |     |     |     |     |      | 23  |     |     |     |      |      |     |     | 0   |
| 40  | Jerry Karl               |     |      | DNQ  |     |     |     |     |      |     | 30  |     |     | 24   |      |     |     | 0   |
| 40  | Dale Coyne               |     |      |      |     | DNQ | DNQ | DNQ | DNQ  | DNQ |     | 14  |     |      | DNQ  | DNQ |     | 0   |
| 40  | Peter Kuhn               |     |      |      |     |     |     |     |      |     |     | 20  | DNQ | 16   |      | 25  |     | 0   |
| 40  | Mike Nish R              |     |      |      |     |     |     |     |      |     |     |     |     |      | 15   |     | DNQ | 0   |
| 40  | Mike Thackwell R         |     |      |      |     |     |     |     |      |     |     |     |     |      |      | 18  | 20  | 0   |
| -   | Bill Tempero             | DNQ |      |      |     |     |     |     |      | DNQ |     |     |     |      |      |     |     | 0   |
| -   | Phil Caliva              | DNQ |      | DNQ  |     |     |     |     |      |     |     |     |     |      |      |     |     | 0   |
| -   | Desiré Wilson            | DNQ |      | DNQ  |     |     |     |     |      |     |     |     |     |      |      |     |     | 0   |
| -   | Chuck Ciprich            |     | DNQ  | DNQ  |     |     |     |     |      |     |     |     |     |      |      |     |     | 0   |
| -   | Jim McElreath            |     | DNQ  |      |     |     |     |     |      |     |     |     |     |      |      |     |     | 0   |
| -   | Jerry Sneva              |     |      | DNQ  |     |     |     |     |      |     |     |     |     |      |      |     |     | 0   |
| -   | Larry Cannon             |     |      | DNQ  |     |     |     |     |      |     |     |     |     |      |      |     |     | 0   |
| -   | Tom Bigelow              |     |      | DNQ  | DNQ |     |     |     |      |     |     |     |     |      |      |     |     | 0   |
| -   | Steve Hostetler          |     |      |      |     | DNQ | DNQ | DNQ |      |     |     | DNQ |     |      |      | DNQ |     | 0   |
| -   | Harry Ruble              |     |      |      |     |     |     | DNQ |      |     |     |     |     |      |      |     |     | 0   |
| -   | Price Cobb               |     |      | DNQ  |     |     |     |     |      |     |     |     |     |      |      |     |     | 0   |
| -   | Jorge Koechlin R         |     |      | DNQ  |     |     |     |     |      |     |     |     |     |      |      |     |     | 0   |
| -   | Steve Krisiloff          |     |      | DNQ  |     |     |     |     |      |     |     |     |     |      |      |     |     | 0   |
| -   | Al Loquasto              |     |      | DNQ  |     |     |     |     |      |     |     |     |     |      |      |     |     | 0   |
| -   | Brad Murphey             |     |      |      |     |     |     |     |      |     |     | DNQ |     |      |      |     | DNQ | 0   |
| -   | Bill Puterbaugh          |     |      | DNQ  |     |     |     |     |      |     |     |     |     |      |      |     |     | 0   |
| -   | Willy T. Ribbs R         |     |      | DNQ  |     |     |     |     |      |     |     |     |     |      |      |     |     | 0   |
| -   | Rich Vogler              |     |      | DNQ  |     |     |     |     |      |     |     |     |     |      |      |     |     | 0   |
| -   | Billy Vukovich II        |     |      | DNQ  |     |     |     |     |      |     |     |     |     |      |      |     |     | 0   |
| -   | Greg Leffler             |     |      | DNQ  |     |     |     |     |      |     |     |     |     |      |      |     |     | 0   |
| Pos | Driver                   | LBH | PHX1 | INDY | MIL | POR | MEA | CLE | MIC1 | ROA | POC | MDO | SAN | MIC2 | PHX2 | LAG | CPL | Pts |

| Cor        | Result                    |
| ---------- | ------------------------- |
| Ouro       | Winner                    |
| Prata      | 2nd place                 |
| Bronze     | 3rd place                 |
| Verde      | 4th-6th place             |
| Azul Claro | 7th-12th place            |
| Roxo       | Finished (Outside Top 12) |
| Púrpura    | Did not finish (Ret)      |
| Rosa       | Did not qualify (DNQ)     |
| Marrom     | Withdrawn (Wth)           |
| Preto      | Disqualified (DSQ)        |
| Branco     | Não Largou (DNS)          |
| Branco     | Injured (Inj)             |
| Sem Cor    | Não Participou (DNP)      |
| Sem Cor    | Não Competiu              |

| Notas   | Notas                    |
| ------- | ------------------------ |
| Bold    | Pole Position            |
| Italics | Volta Mais Rápida        |
| *       | Mais Voltas Na Liderança |
| RY      | Rookie do Ano            |
| R       | Rookie                   |

| Cor        | Result                    |
| ---------- | ------------------------- |
| Ouro       | Winner                    |
| Prata      | 2nd place                 |
| Bronze     | 3rd place                 |
| Verde      | 4th-6th place             |
| Azul Claro | 7th-12th place            |
| Roxo       | Finished (Outside Top 12) |
| Púrpura    | Did not finish (Ret)      |
| Rosa       | Did not qualify (DNQ)     |
| Marrom     | Withdrawn (Wth)           |
| Preto      | Disqualified (DSQ)        |
| Branco     | Não Largou (DNS)          |
| Branco     | Injured (Inj)             |
| Sem Cor    | Não Participou (DNP)      |
| Sem Cor    | Não Competiu              |

| Notas   | Notas                    |
| ------- | ------------------------ |
| Bold    | Pole Position            |
| Italics | Volta Mais Rápida        |
| *       | Mais Voltas Na Liderança |
| RY      | Rookie do Ano            |
| R       | Rookie                   |